# 爱在井冈
爱在井冈是中華人民共和國一部電影，該電影以井冈山市茅坪镇神山村為背景，講述的是江西吉安市當地的脫貧攻堅戰的故事，影片总片长110分钟。該電影由方军亮执导，李鹤、邵芸等主演，陶玉玲、周浩东、普超英等人參演。2022年11月4日，該電影在中國上映。爱在井冈上映首日，票房1344元，观众44人。2023年3月，該電影上线咪咕视频。